# Грант, Ллойд
Ллойд Грант (род. 1961) — ямайский гитарист, наиболее известен как первый соло-гитарист треш-метал группы Metallica. Участвовал в записи первой композиции группы «Hit The Lights».

## Участие в группе Metallica
В 1981 году барабанщик Ларс Ульрих и гитарист/вокалист Джеймс Хэтфилд решили выпустить собственную композицию для сборника Metal Massacre. Решено было использовать композицию «Hit The Lights», и музыканты занялись поисками партнёров. Соло-гитаристом для записи композиции был приглашён Ллойд Грант, ямайский музыкант. Уже после записи композиции соло-гитаристом в группу был принят Дэйв Мастейн, но переписать композицию новым составом не хватило времени. Композиция вышла с партией соло Ллойда, хотя он никогда больше не участвовал в записях группы.

## Дальнейшая карьера
В 1985 году Ллойд создал группу Defcon. В 1998 году основал группу Pharaoh, в которой играет по сей день. В настоящее время также играет джаз.